# Disquetera
La disquetera o unidad de disquete es el periférico, ya obsoleto, que se utiliza para leer y grabar datos en disquetes. Puede ser interna, la cual está integrada en una carcasa de ordenador, o externa, que tiene su propia carcasa y está conectada al ordenador mediante de un cable. El disco de datos correspondiente se llama «disquete» y se inserta en su interior a través de una ranura. Este es un soporte magnético de almacenamiento de datos con la forma de un disco flexible de plástico recubierto de metal que se encuentra en un estuche de protección.

## Historia

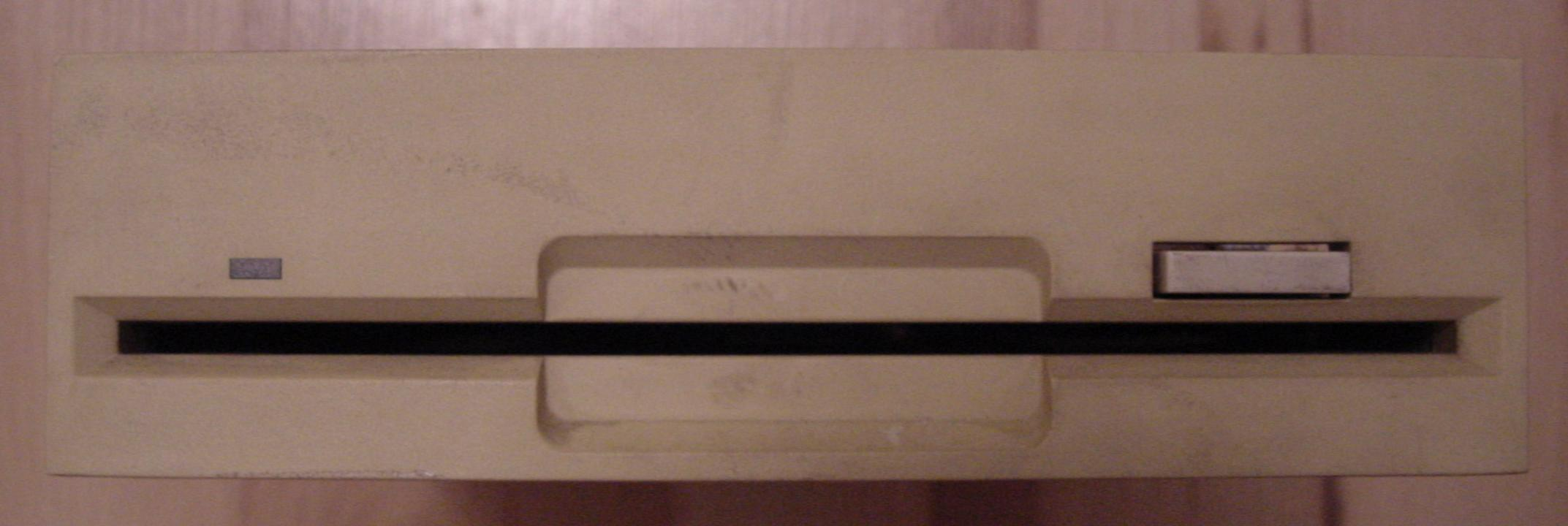
Disquetera de 5¼".

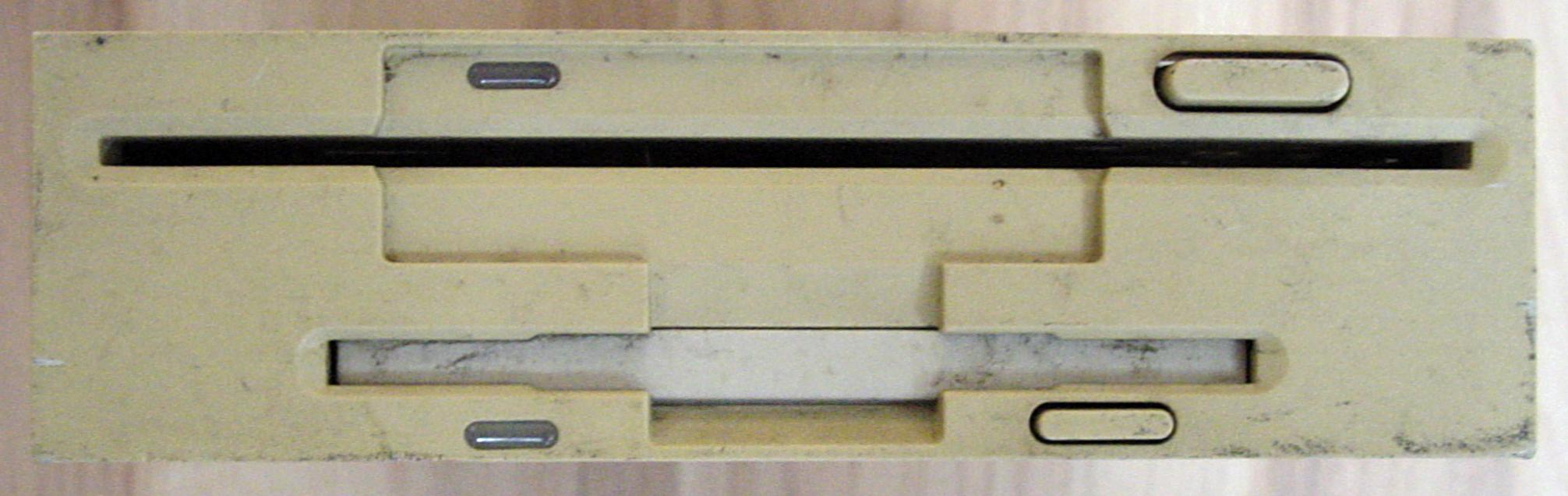
Disquetera de 5¼" (arriba) y disquetera de 3½" (abajo).

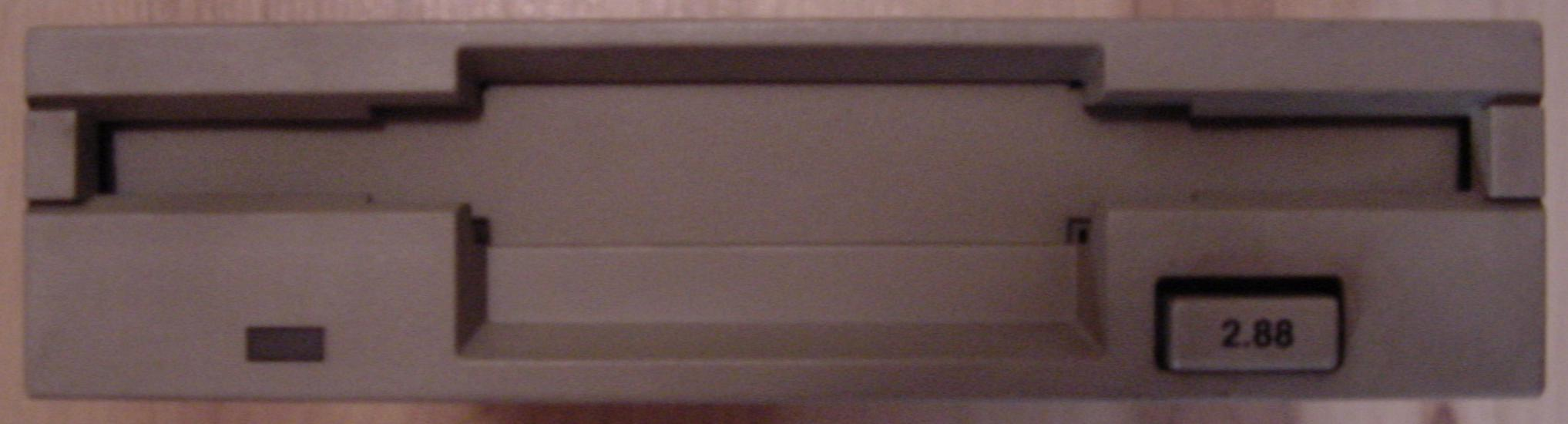
Disquetera de 3½" con capacidad de 2,88 MB.

En 1967, IBM encargó a su laboratorio de desarrollo de San José (California) la creación de un sistema fiable y de coste reducido para la carga de microcódigo en sus mainframes IBM System/370 en un proceso llamado Initial Control Program Load (ICPL). El IBM System/370 fue el primero de los mainframes de IBM en hacer un amplio uso de la memoria de semiconductores de lectura/escritura volátil para microcódigo, por lo que para la mayoría de los modelos siempre que se enciende el equipo, el microcódigo tenía que ser cargado (el predecesor del System/370, System/360, generalmente utiliza la memoria de solo lectura no volátil para microcódigo). IBM también quería un soporte de bajo costo que podría ser enviado a los clientes con las actualizaciones de software.
Alan Shugart, Direct Access Storage Product Manager de IBM, asigna el trabajo a David L. Noble, que intentó desarrollar un nuevo tipo de cinta magnética de almacenamiento de datos para el propósito, pero sin éxito. El proyecto fue reasignado al equipo que diseñó el IBM 23FD Floppy Disk Drive System (nombre en código Minnow): Donald L. Wartner, gerente de la unidad de disquete, y Herbert E. Thompson, gerente del soporte (disquete), junto con los ingenieros de diseño Warren L. Dalziel, Jay Brent Nilson, y Ralph Flores. El disquete es un soporte de solo lectura de 8 pulgadas (203,2 mm) de diámetro llamado «disco de memoria» y almacena 80 kilobytes de datos. Inicialmente el disco estaba desnudo pero la suciedad se convirtió en un problema grave, por lo que lo encerraron en un sobre de plástico forrado con tela que eliminaría las partículas de polvo. La patente del disquete #3.668.658 se publicó el 6 de junio de 1972 nombrando como inventores a Ralph Flores y Herbert E. Thompson. La Patente de unidad de disquete #3.678.481 fue concedida el 18 de julio de 1972 nombrando como inventores a Warren L. Dalziel, Jay. B. Nilson, y Donald L. Wartner. IBM introdujo el disquete comercialmente en 1971.
Las unidades 23FD que comercializa IBM en 1971 son unidades de solo lectura, mientras que IBM usa un dispositivo interno llamado Mackerel para grabar los discos que luego envía a sus clientes. Alan Shugart deja IBM y se incorpora a Memorex donde impulsa la creación del Memorex 650 la primera disquetera capaz de escribir datos. El 650 tenía una capacidad de datos de 175 KiB, con 50 pistas, 8 sectores por pista, y 448 bytes por sector. El disco Memorex era hard sectored, es decir, que contenía 8 agujeros sector (además del orificio de posicionamiento) en el diámetro exterior (pista de datos fuera de 00) para sincronizar el comienzo de cada sector de datos y el comienzo de una pista. IBM comercializa el 33FD, unidad de lectrura/escritura en 1973 como componente de los IBM 3740.
Al aparecer los primeros microordenadores, el disquete de 8 pulgadas encuentra su lugar como único dispositivo de alta velocidad, pero su precio lo hace inasequible para la mayoría de empresas destinatarias (mucho menos los particulares). Aunque la primera versión de CP/M de distribuye en un disco de 8, solo unos pocos equipos lo utilizan al ser varias veces más caro que el propio ordenador.
Pero en 1973 Alan Shugart funda Shugart Associates, que pasó a convertirse en el fabricante dominante de las unidades de disquete de 8 pulgadas. Su SA800 se convirtió en el estándar de la industria para el factor de forma y la interfaz (la interfaz de disco y su conector se denomina muchas veces interfaz y conector Shugart en la prensa).
En 1976 en una reunión An Wang de Wang Laboratories propone a Jim Adkisson y Don Massaro de Shugart Associates que se diseñe una nueva unidad con un precio de unos 100 dólares dado que el precio y tamaño de las de 8 pulgadas las hacen inadecuadas para los equipos de procesado de textos que comienzan a desarrollar. Ese mismo precio es sugerido por Steve Jobs en varias visitas a Shugart Associates buscando una alternativa barata a la casete para los Apple II.
Según Massaro, Adkisson propuso un tamaño más pequeño y comenzó a trabajar con maquetas de cartón antes de la reunión con Wang. George Sollman sugiere que el tamaño fuera el promedio de las unidades de cinta existentes de la época. Es una leyenda urbana que el tamaño físico se acordó cuando se reunieron con Wang en un bar de Boston y cuando se le preguntó qué tamaño sería apropiado, Wang señaló una servilleta de papel, pues dicha reunión nunca tuvo lugar.
El Shugart SA400, primera disquetera de 5,25 fue lanzada en septiembre de 1976 a un precio OEM de 390 dólares la unidad y 45 dólares cada disquete. Rápidamente es adoptada por toda la industria deviniendo en estándar de facto hasta el punto de que se llegan a fabricar 4.000 unidades por día. En 1978 ya había 10 empresas fabricando estas unidades. El ordenador doméstico, como los Apple II y Commodore 64 (además de los equipos profesionales) lo adoptan rápidamente y CP/M comienza a distribuirse en este formato físico.
Tandon introdujo una unidad de cara doble en 1978, duplicando la capacidad, y un nuevo formato de «densidad doble» que alcanzó los 360 KB.
La llegada del IBM PC y compatibles acaba por consagrar la unidad de doble cara, doble densidad de Tandon como nuevo estándar de facto, pues añade la capacidad de leer todos los formatos anteriores. Una consecuencia de esta diversidad es que hay más de 15 formatos diferentes de discos CP/M y procesadores de texto, por lo que florecen las utilidades para leer datos en estos formatos y poder pasarlos al PC o incluso usarlo de puente entre varios equipos existentes. 22DISK de Sydex será el programa más usado, sobre todo por su distribución como shareware, aunque habrá otros.
La cantidad máxima almacenada en ese formato es de unos 800 KiB. La aparición del IBM Personal Computer/AT consagra el formato de alta densidad pero los 1.2 MiB de la unidad de 5,25 cae rápidamente en desuso debido a los problemas de lectura/escritura de los discos de 360 KiB al intercambiarse entre diferentes equipos, mientras que las 3,5 HD de 1,44 nunca presentan ese problema.
Apple desarrolló un formato de disco con nombre en código Twiggy para el Apple Lisa, conocido oficialmente como FileWare. Aunque básicamente similar a un disco estándar de 5 ¼ pulgadas, el disco Twiggy tenía un conjunto adicional de las ventanas de escritura en la parte superior del disco con la etiqueta corriendo por el lado. La unidad también estaba presente en prototipos de la original de Apple Macintosh equipo, pero fue eliminado tanto en el Mac y versiones posteriores de Lisa en favor del disquete de 3½ pulgadas de Sony. Las unidades eran muy poco confiables y Apple fue criticado por divergentes innecesariamente de estándares de la industria.
A lo largo de la década de 1980, las limitaciones del disco de 5,25 habían quedado claras. Se desarrollaron varias alternativas, con unidades de 2 pulgadas , 2½ pulgadas, 3 pulgadas y de 3½ pulgadas (50, 60, 75 y 90 mm), todas ellas comparten una funda rígida que protegía mejor al disquete, una pestaña deslizante en lugar de la muesca en el lateral para la protección de escritura y una capacidad igual o mayor en Doble Densidad. Solo el formato de 3,5 de Sony logrará el éxito, mereciendo mención aparte dos discos de 3 pulgadas.
- El Mitsumi Quick Disk, empleado como unidad externa en varios ordenadores domésticos (pero nunca con soporte oficial) y, sobre todo en la Famicom Disk System, unidad de disco de la Family Computer ("Famicom"), comercializado solo en Japón
- Las unidades de 3 fabricadas por Hitachi, Matsushita y Maxell, empleadas en varios interfaces para el Sinclair ZX Spectrum, sistemas de Sega, el Tatung Einstein, los Oric Microdisc para los equipos Oric 1/Oric Atmos/Oric Telestrat y, sobre todo, los equipos de 8 bits Amstrad CPC y Amstrad PCW

Tras haber sido utilizado en equipos MSX y la Commodore 1581, la aparición del Apple Macintosh da el empujón definitivo a la unidad de 3,5 pulgadas inventada por Sony que deviene en estándar de facto para los equipos de 16 bits. Aunque los discos de baja densidad del Mac solo pueden ser leídos por un Mac, y solo las unidades de alta densidad de los Mac son capaces de leer esos discos, la mayoría opta por el formato del IBM PC, introduciendo variantes (los Atari ST añaden una boot record personalizada como los MSX, por ej) o implementando la lectura y escritura del formato FAT-12 del MS-DOS. Un caso especial es el Commodore Amiga que con su chip controlador ultraversátil es capaz de leer el 99 % de los formatos de disco existentes por entonces, siempre que se le conecte la unidad adecuada, e incluso «inventar» nuevos formatos ilegibles al PC estándar como protección anticopia.

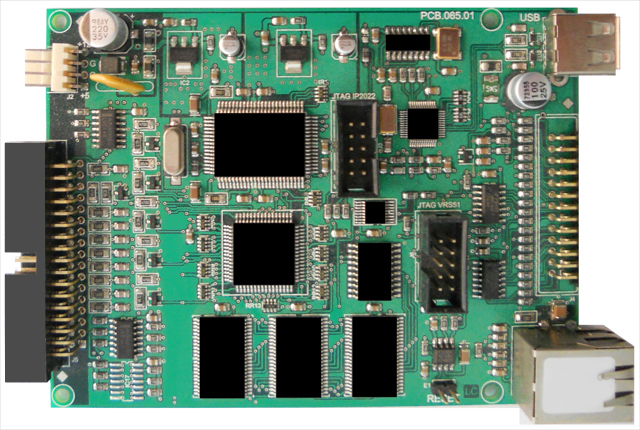
Un emulador de hardware de disquete, mismo tamaño que una unidad de 3½ pulgadas, proporciona una interfaz de USB para el usuario

La gama IBM Personal System/2 en 1987 consagra la unidad de 1,44 HD como nueva reina del mercado donde permanecerá hasta su declive. Aunque se desarrollan unidades de 2,88 e incluso capacidades mayores, su ubicuidad total y la gigantesca biblioteca de software en dicho formato la hacen de inclusión obligada en cualquier equipo del mercado, incluso aunque no sea un PC.
Con la aparición de las unidades ópticas y la generalización del CD-ROM como soporte capaz de almacenar vídeo y música digitales, sobre todo con las unidades regrabables, el reinado del disquete llega a su ocaso. El caso más exponente es confrontar los 13 discos de formato ampliado con el único CD-ROM de las versiones oficiales de Windows 95. Hasta la aparición de USB con sus pendrives, va siendo cada vez más relegado por unidades regrabables, ZIPs y unidades de cinta, pero la ubicuidad de USB y los lectores de tarjetas de memoria Flash acaban por desterrarlo del mercado.
Sobrevive durante un tiempo como unidad USB para iMac y equipos portátiles que necesitan leer programas o datos viejos, pero la generalización por parte de los entusiastas de la RetroInformática de diversos formatos de ficheros de disco virtual capaces incluso de reproducir los formatos muy flexibles del Commodore Amiga e incluso las protecciones por formato alien o errores intencionados, con grandes repositorios en Internet acaban por darle la puntilla a la fabricación de unidades. Son precisamente las necesidades de éstos lo que traen el desarrollo del emulador hardware de disquete.

## Funcionamiento
Los elementos mecánicos esenciales de una unidad de disco son siempre idénticos: Un mecanismo de sujeción y centrado del disco en el eje de rotación y para la expulsión de la misma, que al mismo tiempo que posa la(s) cabeza lectograbadora de disquete sobre la superficie flexible retira la protecciones (excepto en las unidades de 8 y 5,25) de la ventana de lectura. Este mecanismo es manual excepto en los equipos de Apple y Sun Microsystems que incorporan unidades motorizadas para la expulsión de los disquetes. Un motor de velocidad controlada girar el disco uniformemente (con correa convencional o de accionamiento directo), mientras que un motor paso a paso se encarga de mover los brazos de los cabezales, lo que permite abordar las pistas de forma individual. Es necesario un sistema electrónico que opere los motores y procese los comandos de lectura y escritura y amplifique las señales de lectura y grabación. El tratamiento posterior tiene lugar en un chip controlador de disquete, que a menudo se encuentra fuera de la unidad real, como en la placa base de un compatible IBM PC.
Aunque las unidades de 8 pulgadas funcionan constantemente por lo general después de encender y levantar las cabezas de lectura y escritura para la protección del disco cuando no esté en uso, las variantes más pequeñas conectar el motor cuando es necesario; las cabezas, por lo tanto siempre pueden permanecer en la superficie del disco sin que la cabeza y la superficie del disco se desgastan en exceso.

### Sincronización
Al principio de una lectura de pista de datos se procede a la sincronización, que se realiza mediante un agujero de índice, un agujero por lo general cerca del borde interior (en las unidades de 3,5 se sustituye por una muesca en el disco metálico). La unidad barre mediante un sensor fotoeléctrico cuya luz pasa a través del agujero de índice la posición fija de dicho agujero. La mayoría de los discos tienen solamente un orificio de posicionamiento; la división de una sola pista de datos en una serie de sectores debe ser realizado por el software en el firmware del controlador o por la CPU de la computadora, por lo que se habla en este caso de disquetes sectorizados por software. Lo contrario son los disquetes sectorizados por hardware, que tienen un índice independiente para cada sector de datos de agujero, que es todo un anillo de ellos. Los primeros equipos de Apple utilizan este procedimiento. por lo demás bastante raro. El más exótico es el formato de los equipos Commodore Amiga, que ignoran el orificio de posicionamiento por completo y realizan la detección de la primera pista exclusivamente por software.
Otra sincronización se refiere a la posición del cabezal de escritura para que adecuadamente la primera y subsiguientes pistas se encuentren. En las unidades de las máquinas de 8 bits de Commodore el cabezal de lectura es conducido a veces intencionalmente durante la inicialización o errores de lectura contra el tope interior, la cual produce un ruido de traqueteo característico después de detectado.

### Comunicación
La comunicación entre la disquetera y el ordenador se puede implementar en diferentes niveles. Sobre todo en los primeros días de microordenadores, había muchas versiones: Mientras que las unidades de Apple se comunicaban mediante Bitstream (flujo de bits), las unidades para la Familia Atari de 8 bits lo hacían en bloques de datos, y en los equipos Commodore de 8 bits en archivo plano. En los dispositivos actuales, un estándar ha surgido: las unidades de disco internas para ordenador (con conector de cable plano clásico) se comunican nivel de flujo de bits, todos los otros dispositivos, tales como unidades de disquete USB, a nivel de bloque de datos.

Componentes de una unidad de disco flexible de 3,5 pulgadas
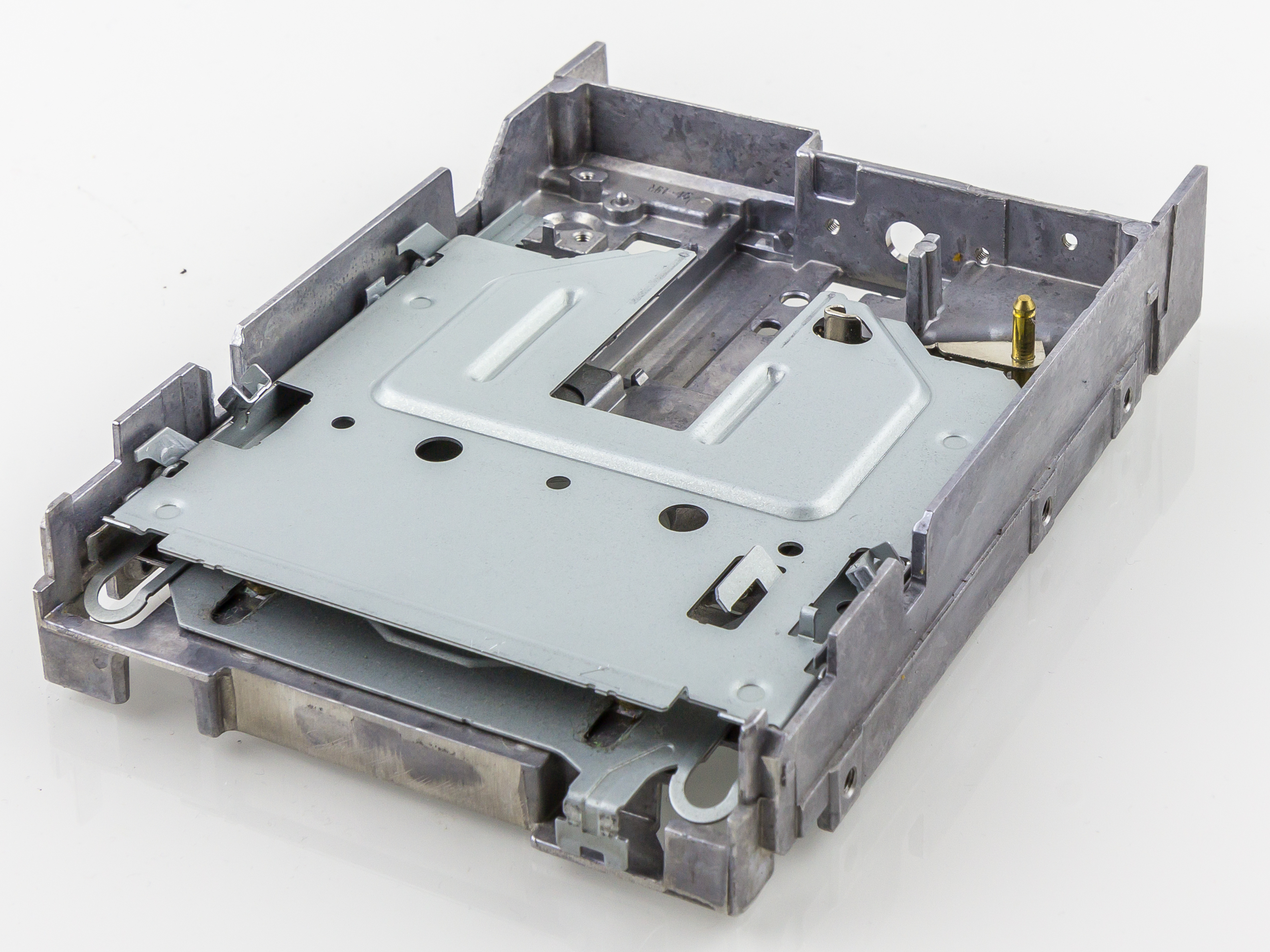
Chasis de una TEAC FD-235HF
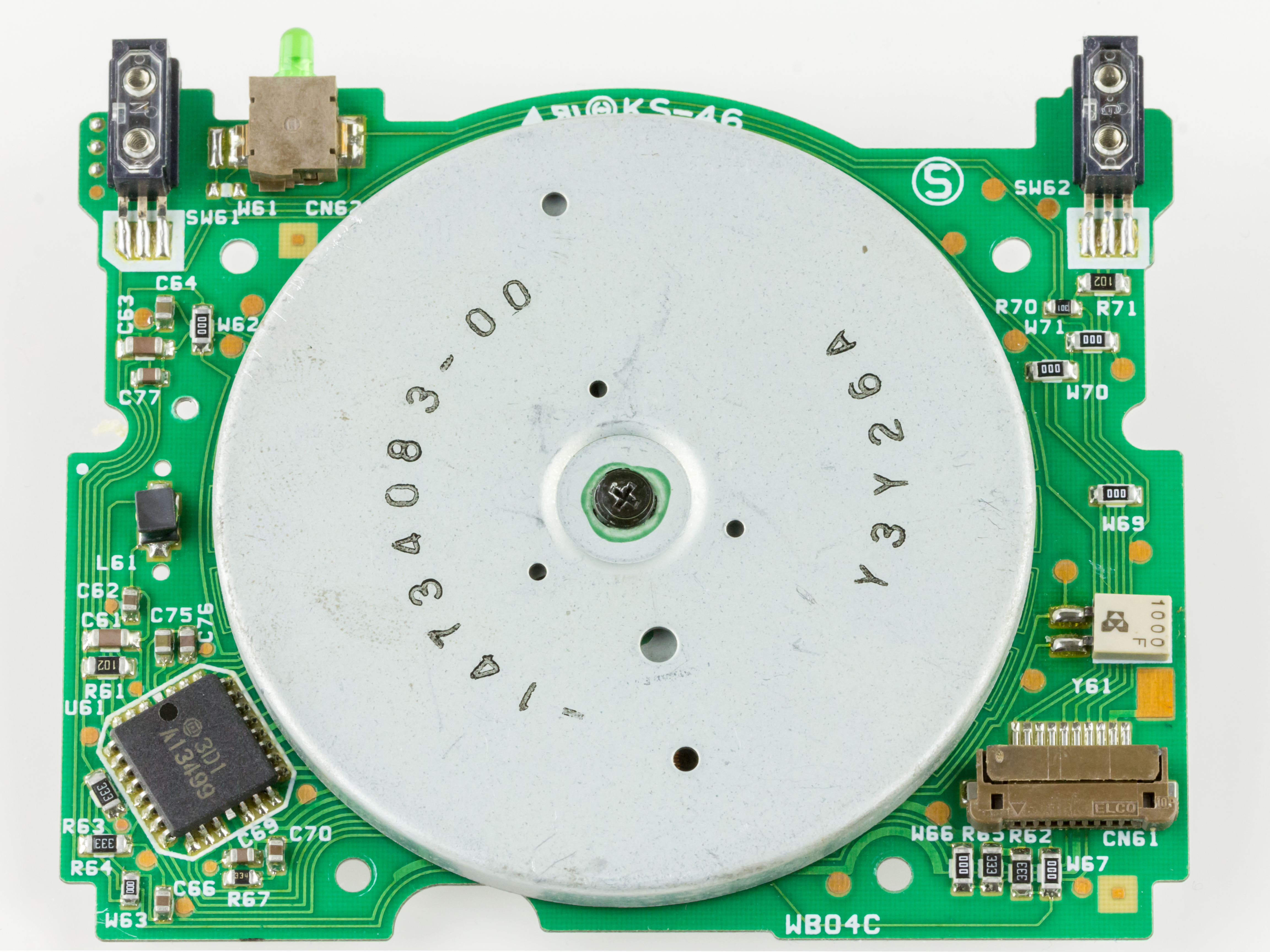
Motor de la unidad de disco TEAC FD-235HF
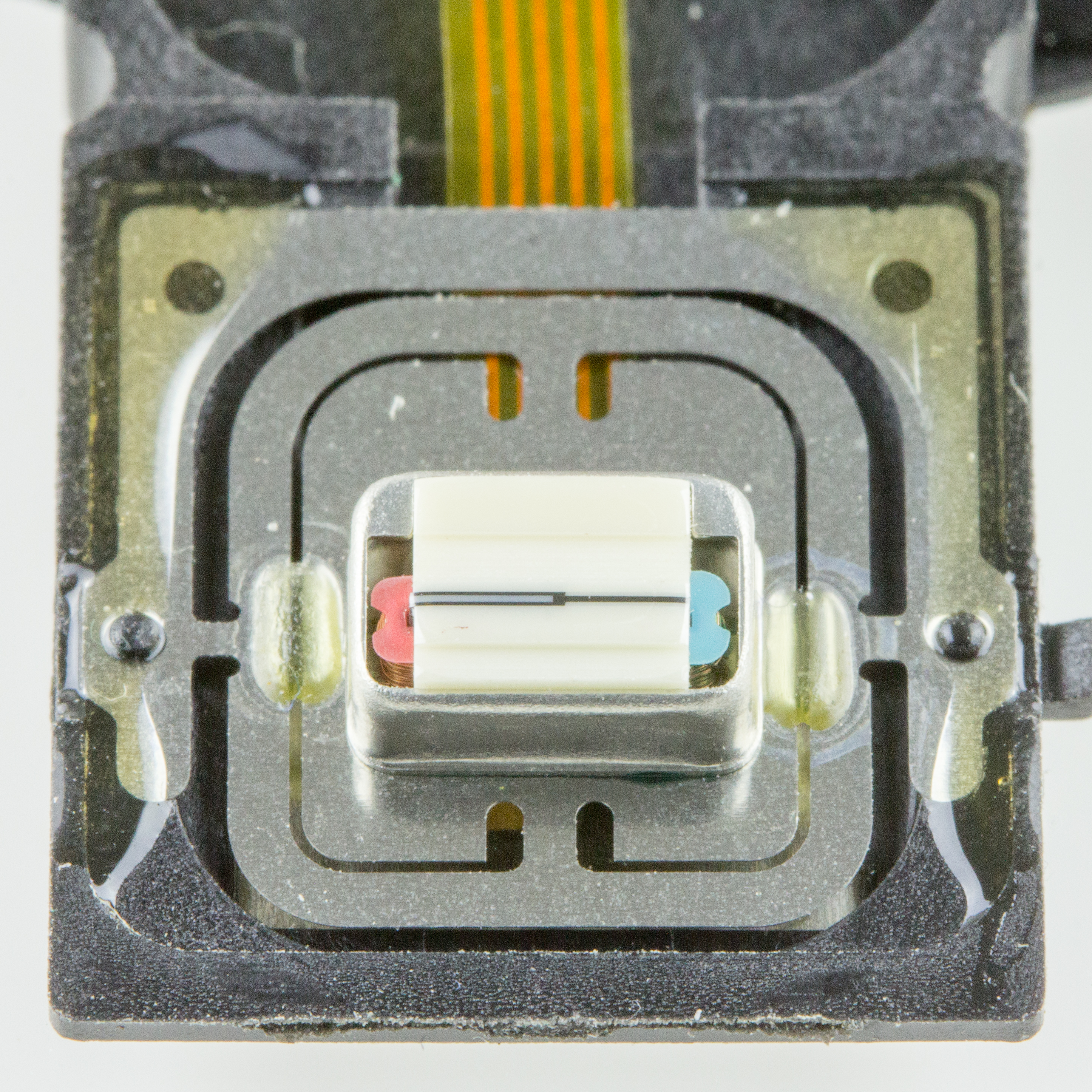
Cabezal de lectura/escritura
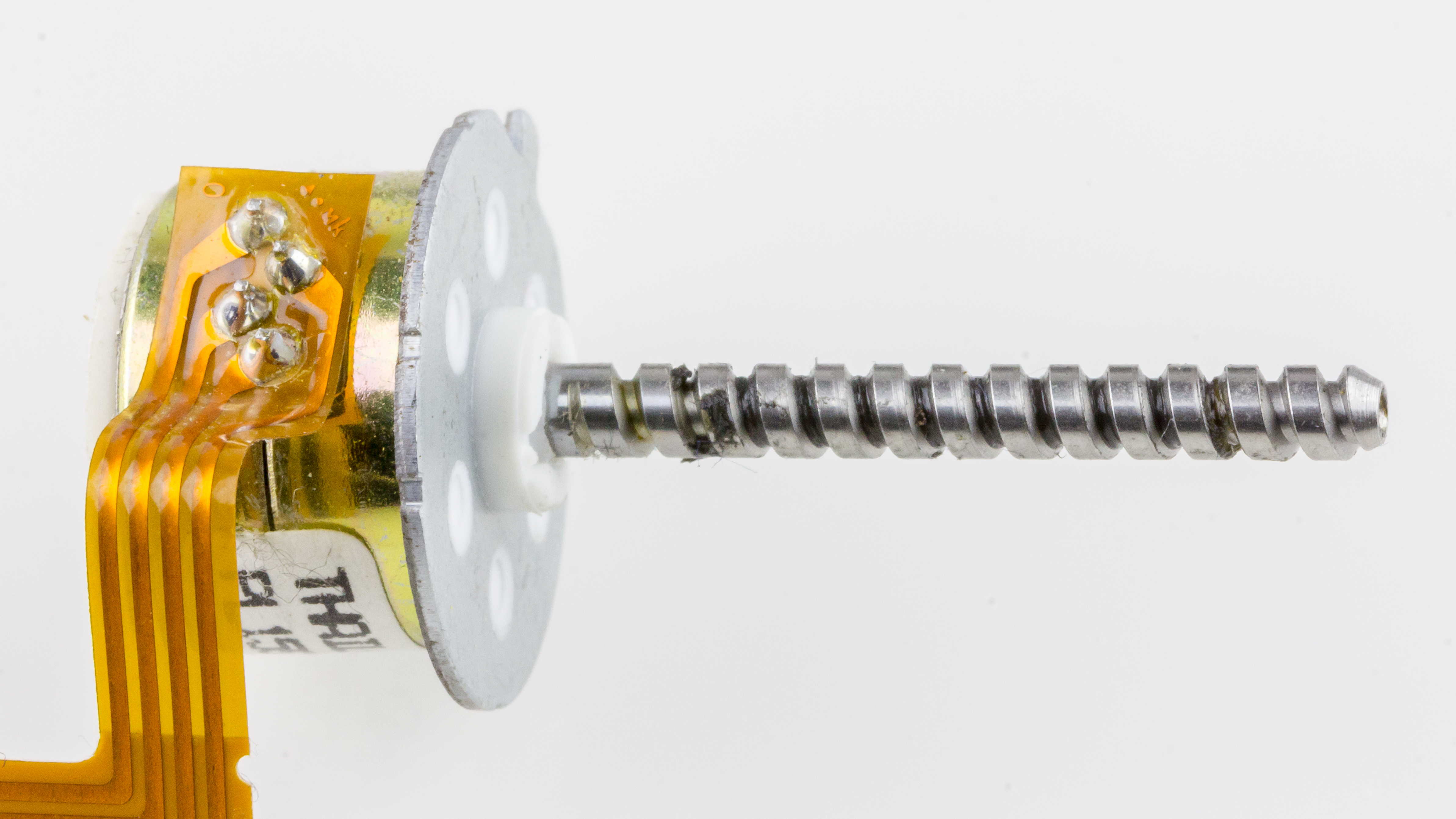
Motor paso a paso con el husillo roscado para la cabeza magnética
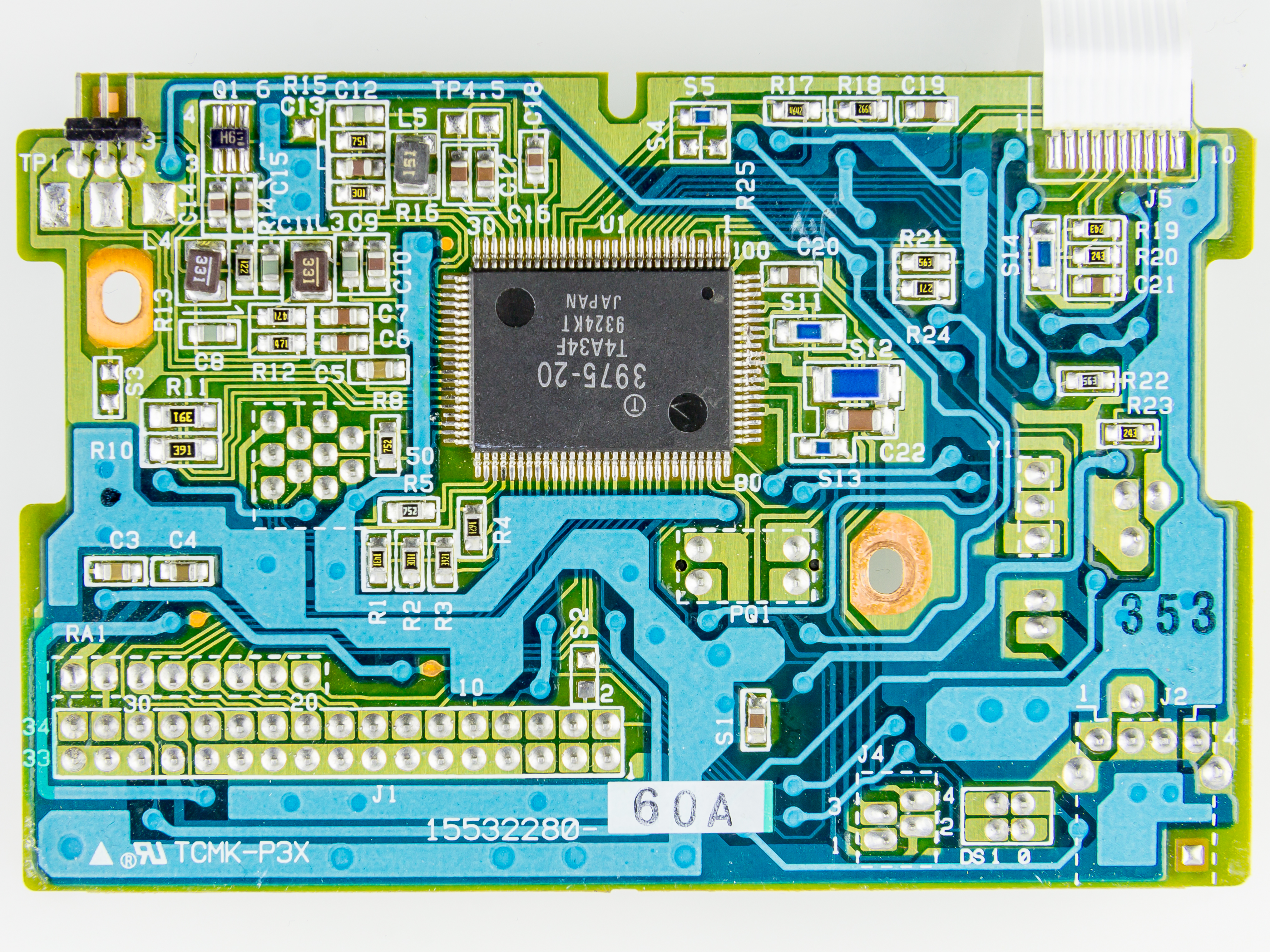
Tarjeta controladora de un TEAC FD-235HF

## Tipos
Las formas correspondientes a las del disco: 200 mm (8 ") el formato de disco original de IBM como un reemplazo de la pila de tarjetas perforadas previamente necesaria, 130 mm (5 ¼"), 90 mm (3½ ") y 75 mm (3") utilizado sobre todo en los Amstrad CPC, que no ha prevalecido.

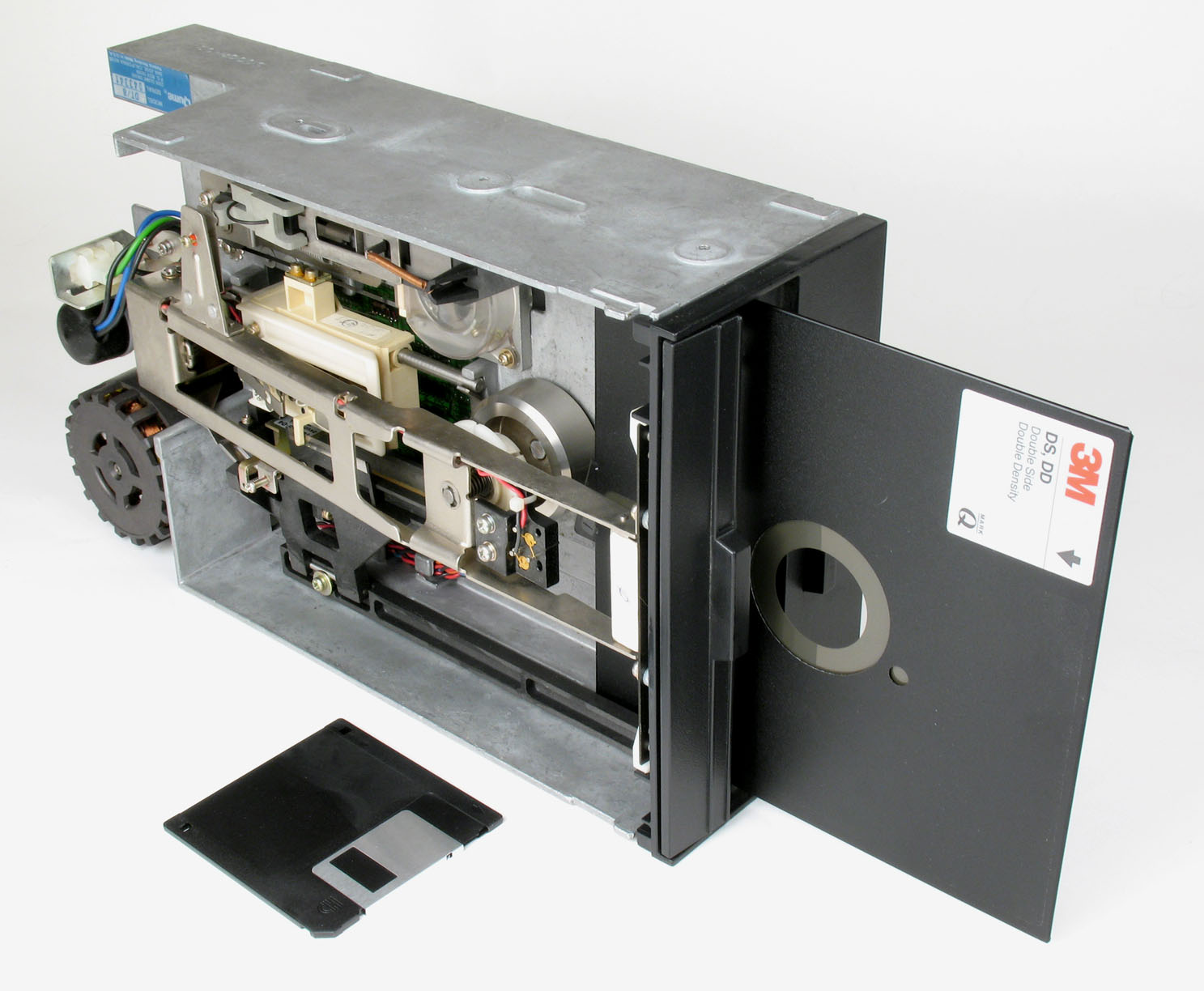
Disquetera de 8 pulgadas (unidad interna)
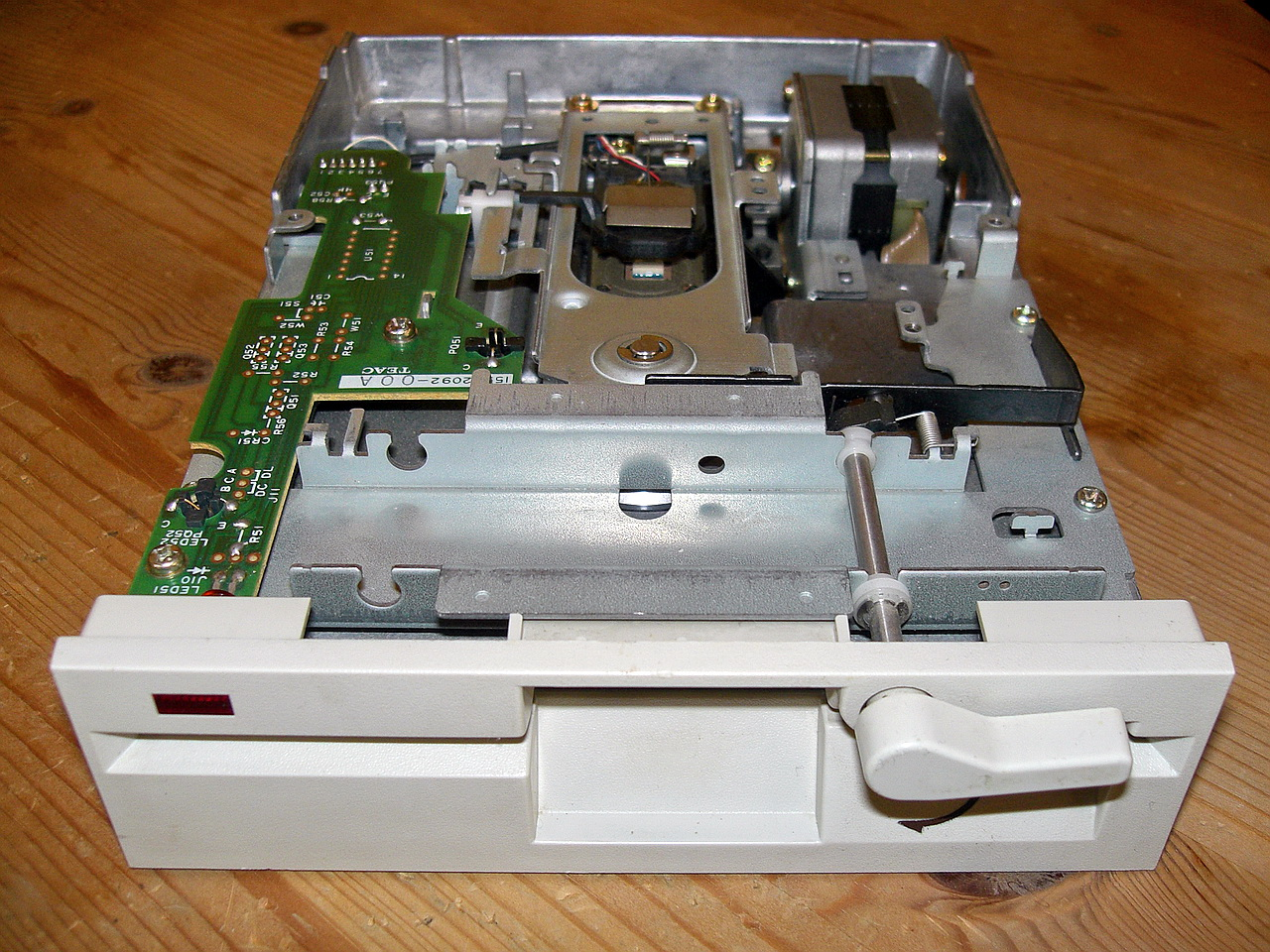
Disquetera de 5¼ pulgadas (unidad interna)
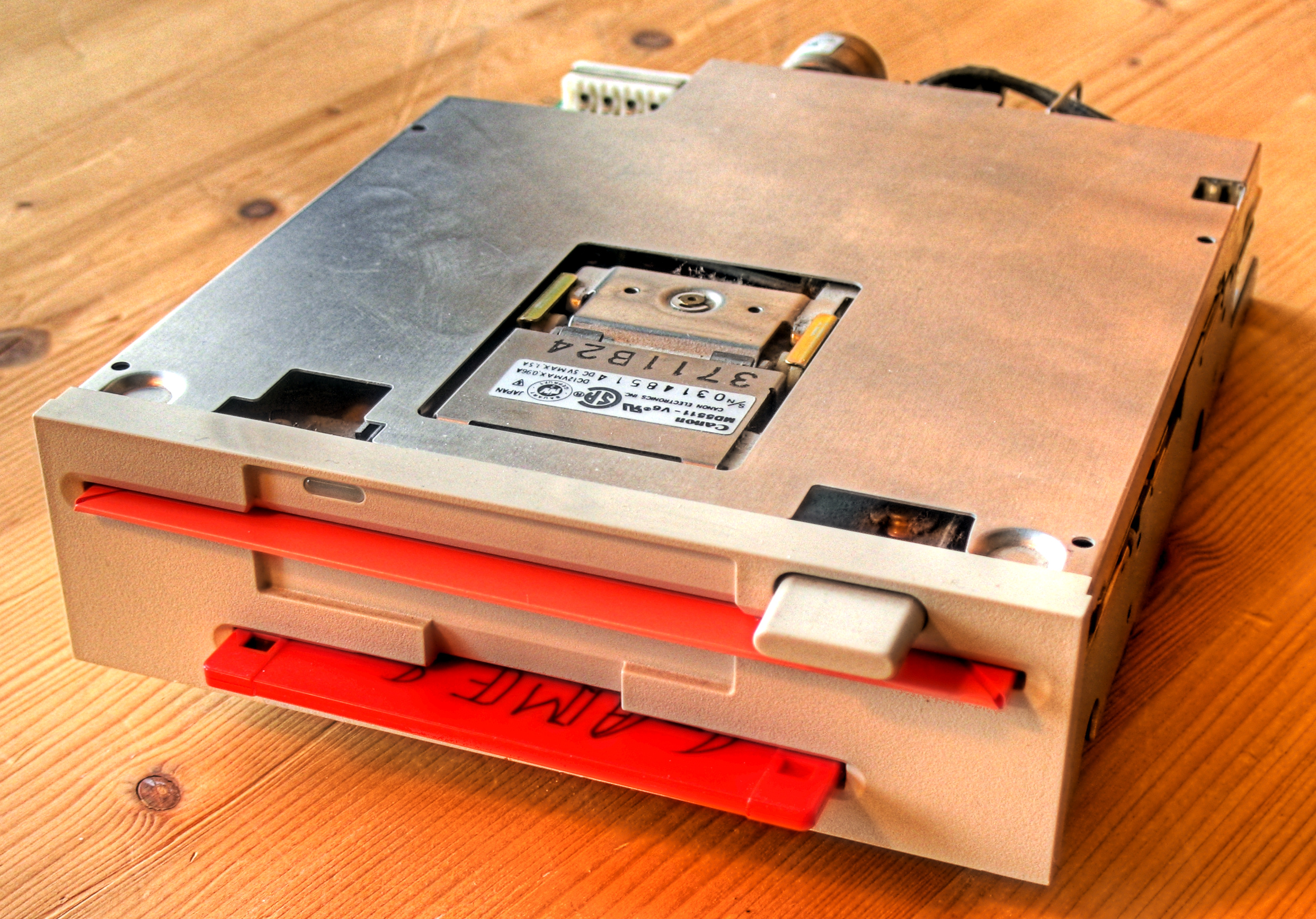
Disquetera dual de 5¼ y 3½ (unidad interna)
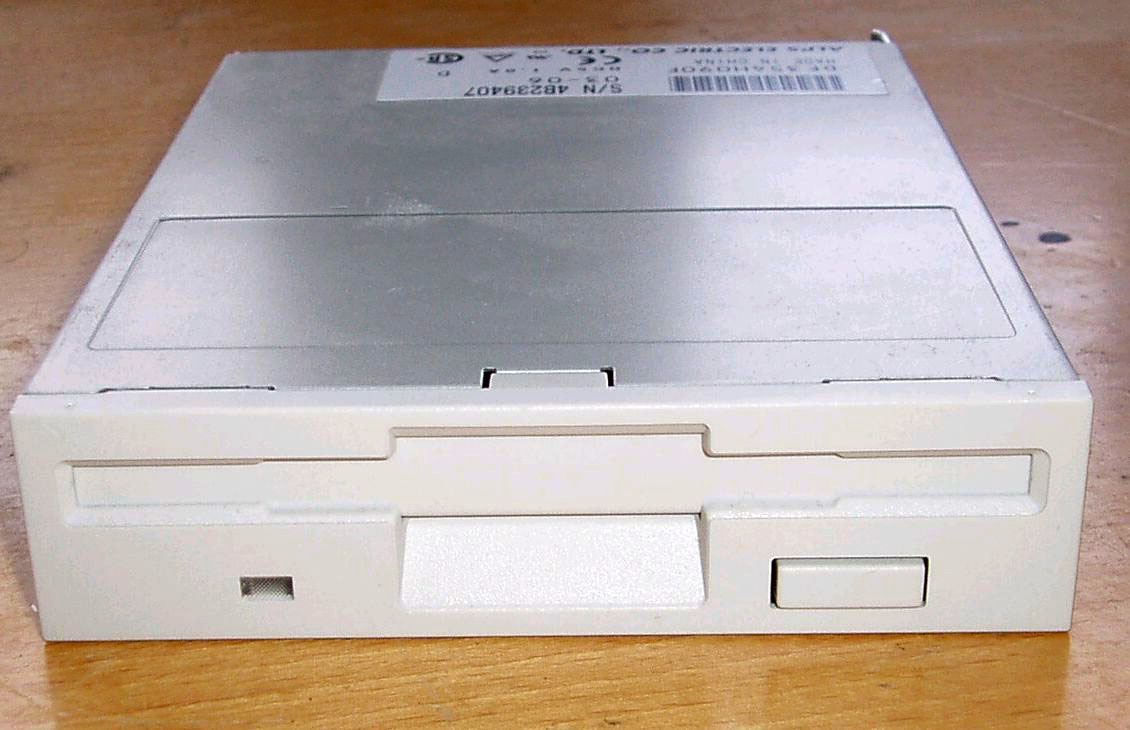
Disquetera de 3½ pulgadas (unidad interna)
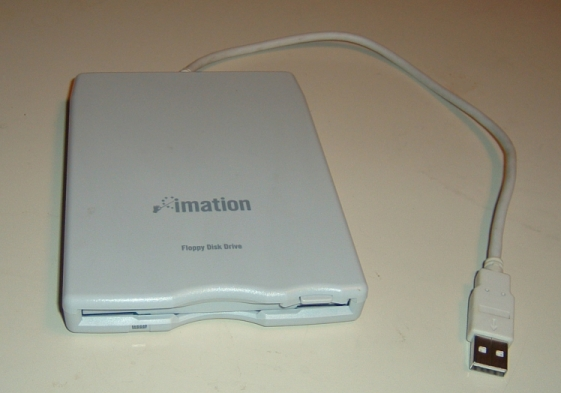
Disquetera de 3½ pulgadas por conexión USB (para operación externa)
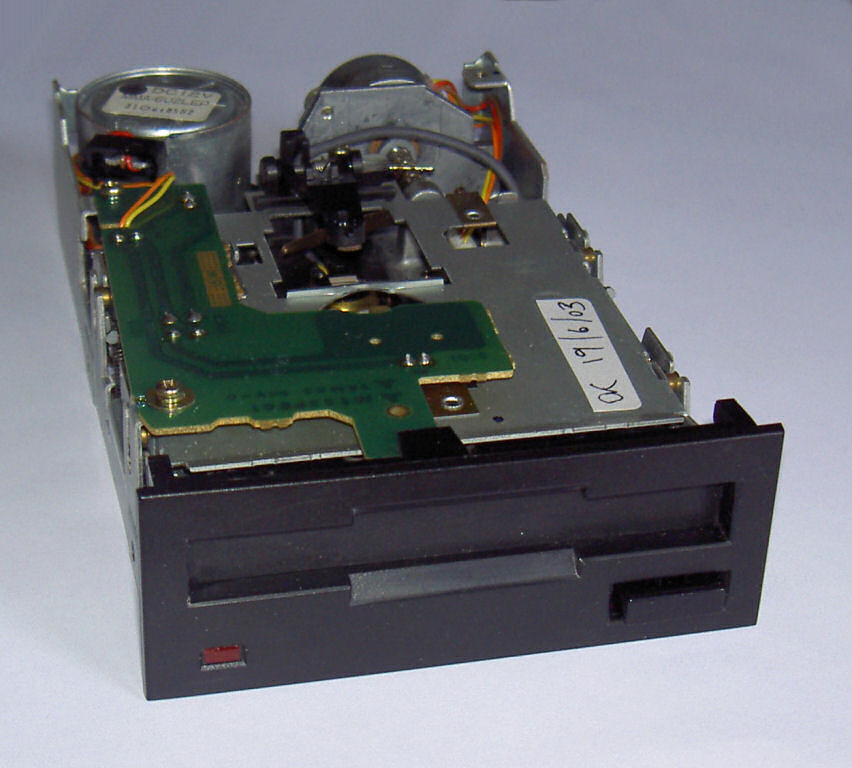
Disquetera de 3 pulgadas (unidad interna)
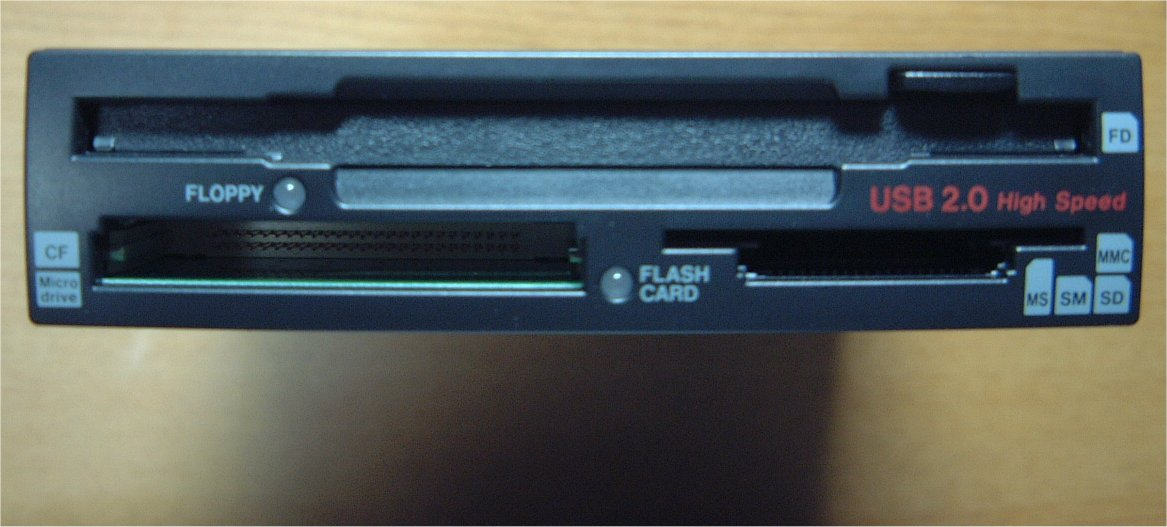
Lector de tarjetas combinado con la disquetera de 3½ pulgadas

## Conectores
Las unidades de 8 pulgadas tienen un conector de borde de tarjeta de 50 pistas y se comunican mediante un cable plano con la tarjeta controladora.
Las unidades de 5,25 en el 90 % de sus variantes tienen un conector de borde de tarjeta de 34 pines con una muesca guía para impedir la conexión invertida del cable plano. Ese mismo patillaje, pero en conector macho de hilera doble de pines es el que se implementa en la unidades de 3,5. Dependiendo de la tarjeta controladora, al final del cable tienen un conector para borde de tarjeta o para doble hilera de pines. En la transición entre unidades de 5,25 y unidades de 3,5, las placas madre para PC solían traer un cable con cuatro conectores para unidad de disco que permitía conectar cualquier combinación. En los ordenadores personales además se gira al final del cable los hilos de las posiciones 10 a 16 debido a que, para reducir costes, las unidades vienen preconfiguradas como unidad B, por lo que la unidad A debe situarse al final del cable.
Antiguamente las unidades venían con una serie de puentes que permitían configurar varios de estos datos, pero resultaba más barato presoldar las conexiones de los puentes para determinar por la posición del cable la unidad, soldando los puentes solo para equipos especiales como los Amiga. Los últimos modelos de hecho eliminaban esos puentes.
Las unidades de 3 pulgadas vienen con un conector de 26 pines. Pero el conector de borde de tarjeta de la segunda unidad en los Amstrad CPC 6128 y Amstrad CPC 664 son los mismos pines que los de las unidades de 5,25, por lo que es frecuente usar un cable de PC con el conector B en los Amstrad CPC y el conector para la controladora en una unidad de 3,5 pulgadas. Sin embargo no todas las unidades pueden usarse directamente, requiriendo realizar adaptaciones en algunos modelos. Esto se aplica también a un ZX Spectrum 128 +3
La alimentación llega por un conector Molex estándar o reducido (unidades de 3,5 y 3 pulgadas).

## Mantenimiento
La cabeza de escritura se debe limpiar cuidadosamente de tiempo en tiempo cuando el óxido de hierro y material de unión crean depósito de residuos sobre la misma. Anteriormente estaban disponibles discos de limpieza, que consistían en un paño circular en el estuche correspondiente a la unidad, sobre el que se depositaba alcohol isopropílico; solía acompañarse de un programa que forzaba el giro de la unidad el tiempo necesario para la limpieza de los cabezales. Esto puede realizarse manualmente con mucho cuidado, usando un paño sin pelusa y alcohol isopropílico. Una limpieza inadecuada puede dejar la unidad inservible.
En las unidades de 3 pulgadas es muy frecuente tener que sustituir la goma que transmite el giro del motor al eje, al no estar situado directamente sobre el eje. Afortunadamente todavía hoy hay disponibilidad de esos recambios.

## Literatura
- Klaus Dembowski:PC-Werkstatt. Hardware konfigurieren, optimieren und reparieren, Markt + Technik Verlag, Munich 2008, ISBN 978-3-8272-4371-3.
- Klaus Dembowski:BIOS und Troubleshooting. Markt + Technik Verlag, Munich 2004, ISBN 3-8272-6547-9.
- Hans-Peter Messmer, Klaus Dembowski:PC-Hardwarebuch. Aufbau, Funktionsweise, Programmierung, 7. Auflage, Assison-Wesley, Munich, ISBN 3-8273-2014-3.